# Sajóvelezd, Borsod-Abaúj-Zemplén
Sajóvelezd este un sat în districtul Putnok, județul Borsod-Abaúj-Zemplén, Ungaria, având o populație de 854 de locuitori (2011). 

## Demografie
Componența etnică a satului Sajóvelezd
     Maghiari (87,03%)
     Romi (12,63%)
     Germani (0,34%)
Componența confesională a satului Sajóvelezd
     Reformați (47,31%)
     Romano-catolici (25,18%)
     Fără religie (6,09%)
     Necunoscută (21,43%)
     Alte religii (3,98%)
Conform recensământului din 2011, satul Sajóvelezd avea 854 de locuitori. Din punct de vedere etnic, majoritatea locuitorilor (87,03%) erau maghiari, cu o minoritate de romi (12,63%). Nu există o religie majoritară, locuitorii fiind reformați (47,31%), romano-catolici (25,18%) și persoane fără religie (6,09%). Pentru 21,43% din locuitori nu este cunoscută apartenența confesională.